# 小行星5246
小行星5246（英語：5246 Migliorini）是一颗围绕太阳公转的小行星。1979年7月26日，愛德華·鮑威爾在可可尼诺县发现了此天体。
这颗小行星的绝对星等为140.12477等。